# اكمة الرباح (العدين)

تعديل مصدري - تعديل

اكمة الرباح محلة تابعة لقرية غابر، التابعة لعزلة غابر بمديرية العدين إحدى مديريات محافظة إب في الجمهورية اليمنية، بلغ تعداد سكانها 32 حسب تعداد اليمن لعام 2004.